# Brewster's Millions
Brewster's Millions er en amerikansk stumfilm fra 1914 af Cecil B. DeMille og Oscar C. Apfel.

## Medvirkende
- Edward Abeles som Robert Brewster / Monty Brewster
- Joseph Singleton som Edwin Peter Brewster
- Sydney Deane som Jonas Sedgwick
- Miss Bartholomew som Louise Sedgwick
- Mabel Van Buren som Mrs. Gray